# Berycidae
Famille
Les bérycidés (Berycidae) forment une famille de poissons béryciformes vivant dans les abysses.

## Description et caractéristiques

### Caractères diagnostiques des Beryciformes
Les Beryciformes sont des poissons de taille modérée, atteignant jusqu'à 60 cm de longueur, avec un corps modérément à très profondément comprimé. La tête est de taille moyenne, présentant de grandes cavités muqueuses profondes sur le dessus, séparées par de fines crêtes et recouvertes de peau. Des petites épines peuvent être présentes ou absentes sur le museau, au-dessus des yeux et derrière l'extrémité de la mâchoire. L'os nasal à l'avant du museau est dentelé (Centroberyx) ou lisse (Beryx). Les joues et les opercules sont recouverts d'écailles ; l'opercule est crénelé ou lisse, avec une ou deux carènes plates, mais sans épines operculaires ni épines sur le préopercule.
Les yeux sont très grands, leur diamètre dépassant la longueur du museau. La bouche, large et oblique, ne dépasse pas le bord postérieur des yeux ; la mâchoire inférieure dépasse légèrement la mâchoire supérieure. Le maxillaire est élargi à l’arrière, et deux supramaxillaires sont présents. Les dents, petites et disposées en bandes villiformes, se trouvent sur les mâchoires, le vomer et le palatin.
La nageoire dorsale est unique, comportant de III à VII épines et de 11 à 20 rayons mous. La nageoire anale possède III ou IV épines et de 12 à 30 rayons mous. La nageoire caudale est nettement fourchue, avec 17 ou 18 rayons principaux. Les nageoires pelviennes présentent une épine et de 7 à 13 rayons mous, tandis que les nageoires pectorales comptent de 13 à 19 rayons. Les rayons branchiostégaux sont au nombre de 7 ou 8.
Les écailles, spinuleuses et très rugueuses au toucher, sont organisées le long d'une ligne latérale comprenant de 36 à 82 écailles, qui s’étend jusqu’à la nageoire caudale (Beryx) ou non (Centroberyx). Des écailles élargies entre les nageoires pelviennes et anales sont présentes chez Centroberyx et absentes chez Beryx. Les râteaux branchiaux, en forme de lattes, sont au nombre total de 22 à 34 sur le premier arc branchial. Aucune structure lumineuse n’est présente. Le nombre total de vertèbres est de 24 ou 25.
La coloration de base est rouge rosé sur la tête, le corps et les nageoires, avec des reflets argentés, dorés, jaunes ou blancs en proportions moindres.

### Habitat, biologie et pêcheries
Les Beryciformes sont des poissons benthiques ou benthopélagiques vivant sur les plateaux continentaux et les pentes, jusqu’à des profondeurs d’au moins 1 300 mètres. Ils sont souvent observés au-dessus de monts sous-marins et certaines espèces effectuent des migrations verticales vers des eaux moins profondes la nuit. Ce sont des carnivores se nourrissant de crustacés mésopélagiques, de calmars et de poissons.
Les espèces du genre Beryx ont une grande importance commerciale dans de nombreuses régions du monde, tandis qu'au moins une espèce du genre Centroberyx est exploitée commercialement, principalement dans l'est de l'Australie. Ces poissons sont généralement capturés à l'aide de chaluts de fond ou de palangres.
Un certain nombre de poissons des grandes profondeurs sont ciblés par des pêcheries commerciales majeures dans diverses régions du monde. Ceux-ci incluent Beryx splendens et Beryx decadactylus. Bon nombre de ces espèces ont une croissance lente, et il n’est pas encore certain que les méthodes mises en place pour les pêcher de manière durable soient efficaces.

## Liste des genres et espèces
Selon World Register of Marine Species (14 janvier 2025) :
- Beryx Cuvier, 1829
  - Beryx decadactylus Cuvier, 1829
  - Beryx mollis Abe, 1959
  - Beryx splendens Lowe, 1834
- Centroberyx Gill, 1862
  - Centroberyx affinis (Günther, 1859)
  - Centroberyx australis Shimizu & Hutchins, 1987
  - Centroberyx druzhinini (Busakhin, 1981)
  - Centroberyx gerrardi (Günther, 1887)
  - Centroberyx lineatus (Cuvier, 1829)
  - Centroberyx pulcher (Schwarzhans, 1980) †
  - Centroberyx rubricaudus Liu & Shen, 1985
  - Centroberyx spinosus (Gilchrist, 1903)
  - Centroberyx worthyi Schwarzhans, Lee & Gard, 2017 †
- † Egregioberyx Schwarzhans, 1980
  - Egregioberyx erectus Schwarzhans, 1980 †

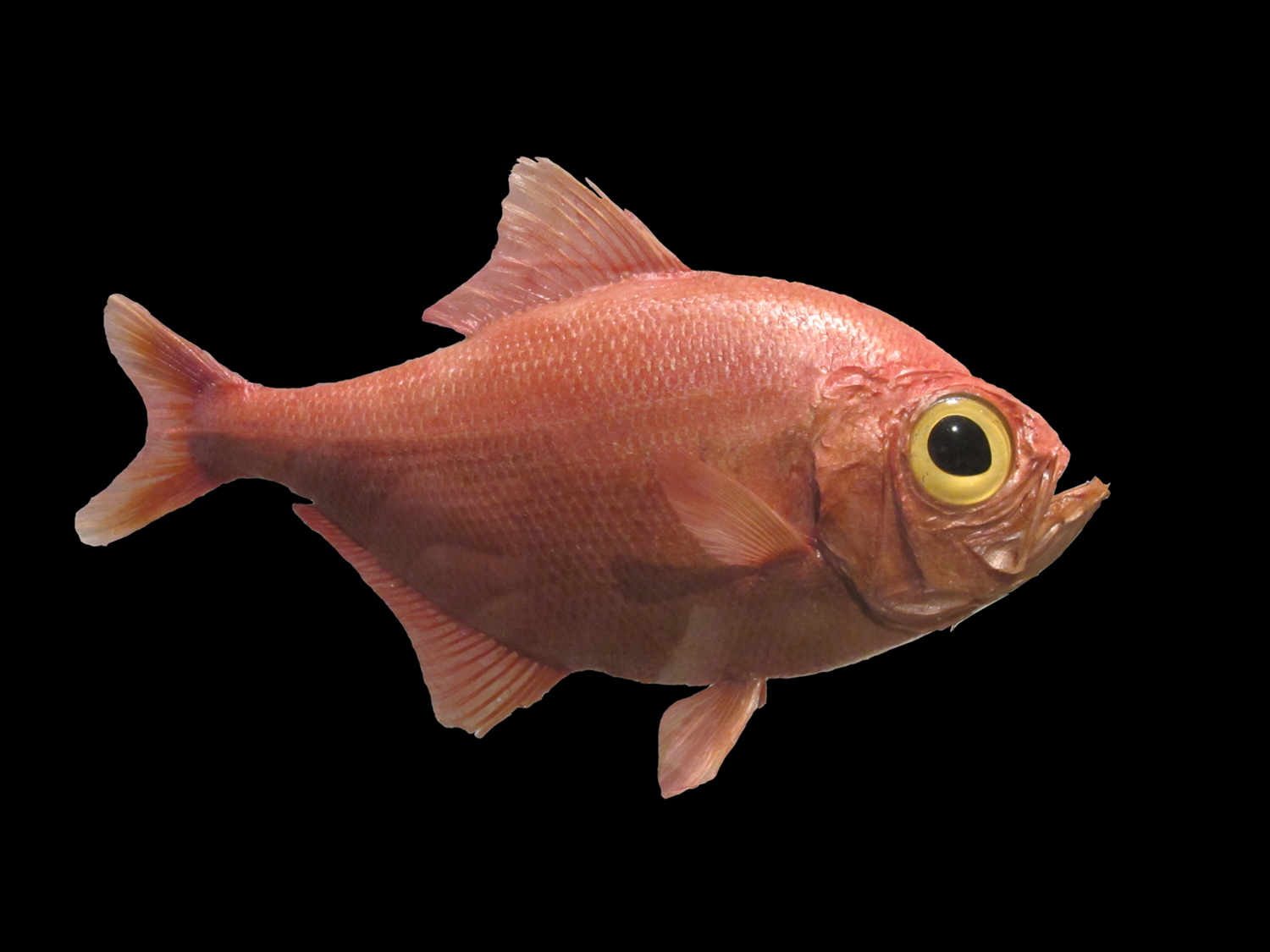
Beryx decadactylus
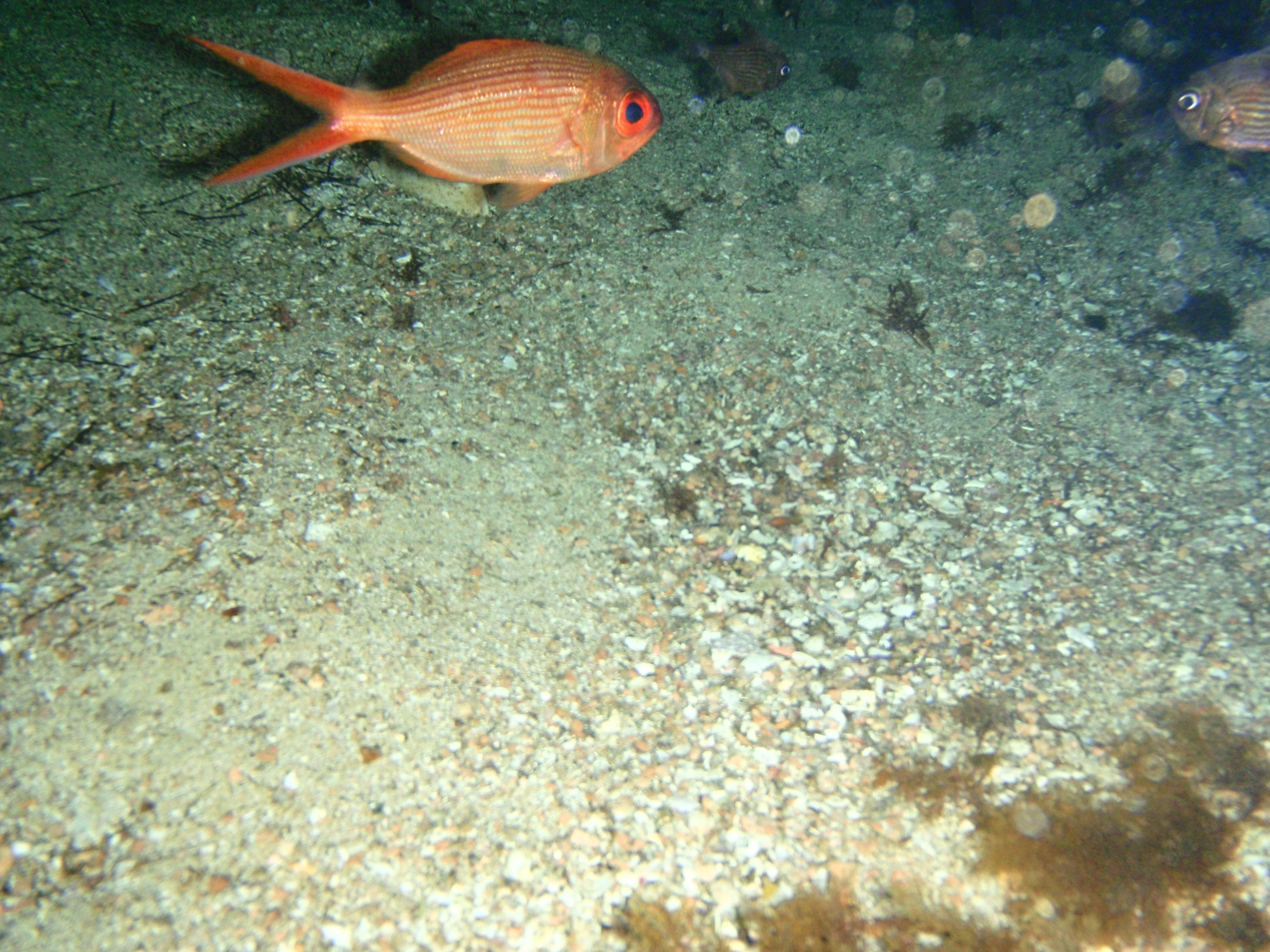
Centroberyx lineatus

## Systématique
Le nom valide complet (avec auteur) de ce taxon est Berycidae Lowe, 1839.

## Étymologie
Le nom de la famille vient de beryx ou bérys, un nom grec pour une espèce de poisson indéterminée, que Cuvier a choisi d'appliquer à une «famille de perches particulières» (traduction).

## Publication originale
Lowe, R.T. 1839. A supplement to a synopsis of the fishes of Madeira. Proceedings of the Zoological Society of London 7: 76--92. Lire en ligne.